# NGC 1928
NGC 1928 (również ESO 56-SC106) – gromada otwarta, znajdująca się w gwiazdozbiorze Złotej Ryby, w Wielkim Obłoku Magellana. Odkrył ją James Dunlop 3 sierpnia 1826 roku.